# Kajsa Næss
Kajsa Næss (* 1970) ist eine norwegische Filmregisseurin und Animationsfilmerin.

## Leben
Kajsa Næss wurde 1970 geboren. Nach ihrem Abschluss an der Film- und Fernsehakademie in Oslo im Jahr 1993 reiste sie nach Sri Lanka, um dort einen Informationsfilm über AIDS zu realisieren. Von 1994 bis 1996 studierte sie Animation an der Hochschule Volda.
Ihr Kurzfilm Bygningsarbeidere (englischsprachiger Titel Deconstruction Workers) wurde erstmals im Juni 2008 beim Kortfilmfestivalen in Grimstad gezeigt. Ihr Dokumentarkurzfilm Du velger selv (englischsprachiger Titel It's Up to You) war 2013 beim Amandaprisen als bester Dokumentarfilm nominiert.
Ihr Langfilmdebüt Titina – Ein tierisches Abenteuer am Nordpol, in dem die Hündin „Titina“ gemeinsam mit ihrem Herrchen, dem italienischen Luftschiffingenieur Umberto Nobile, und dem norwegischen Entdecker Roald Amundsen mit einem Luftschiff den Nordpol erkundet, kam im Oktober 2022 in die norwegischen Kinos. Das Drehbuch für Titina schrieb sie gemeinsam mit Per Schreiner.

## Filmografie
- 1999: Sa mor (Kurzfilm, Regie)
- 2000: Mother Said (a Year Younger) (Kurzfilm, Regie, Drehbuch und Animation)
- 2005: Leonidestorm (Kurzfilm, Regie und Drehbuch)
- 2008: Bygningsarbeidere (Kurzfilm, Regie)
- 2013: Du velger selv (Dokumentarkurzfilm, Regie, Drehbuch und Animation)
- 2015: It Was Mine (Kurzfilm, Regie und Animation)
- 2022: Titina – Ein tierisches Abenteuer am Nordpol (Titina, Regie und Drehbuch)

## Auszeichnungen
Amanda
- 2013: Nominierung als Bester Dokumentarfilm (Du velger selv)[4]

Festival d’Animation Annecy
- 2009: Nominierung für den Cristal du court métrage (Bygningsarbeidere)[5]

Zlín Filmfest
- 2023: Auszeichnung mit dem Karel Zeman Award – Special Recognition for Best Visual Concept in a Feature Film in the Children’s Category (Titina – Ein tierisches Abenteuer am Nordpol)
- 2023: Auszeichnung mit dem Award of the Children’s Jury for Best Feature Film in the Children’s Category (Titina – Ein tierisches Abenteuer am Nordpol)[6]